# Heinz Guderian

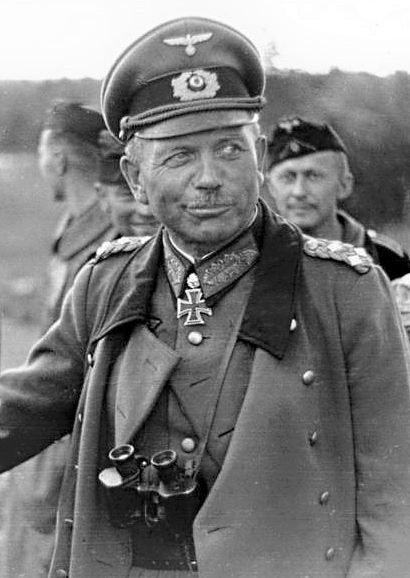
Heinz Guderian an der Ostfront, Juli 1941

Heinz Wilhelm Guderian (* 17. Juni 1888 in Kulm, Westpreußen; † 14. Mai 1954 in Schwangau bei Füssen) war ein deutscher Berufssoldat (ab 1940 Generaloberst), Kommandeur großer Panzerverbände und in der Endphase des Zweiten Weltkrieges zeitweilig mit der Wahrnehmung der Geschäfte beauftragter Chef des Generalstabes des Heeres.
Guderian wird, unter anderem durch seine Selbstinszenierung, häufig als Erfinder der Panzertruppe als selbständiger Truppengattung und maßgeblicher Antreiber der taktischen Konzepte „Gefecht der verbundenen Waffen“ und „Führung von vorne“ genannt. Allerdings hatten bereits vor ihm Ernst Volckheim, Alfred von Vollard-Bockelberg, Oswald Lutz, Ludwig von Radlmaier u. a. maßgeblichen Einfluss.

## Leben

### Familie und Ausbildung
Heinz Guderian war Sohn des preußischen Generalleutnants Friedrich Guderian (1858–1914) und dessen Ehefrau Irtha Ottilie (1865–1931), geborene Kirchhoff. Am 1. Oktober 1913 heiratete er in Goslar Margarethe Christine Goerne. Das Paar bekam zwei Kinder: Heinz Günther Guderian (1914–2004), zuletzt Generalmajor in der Bundeswehr, und Kurt Bernhard Guderian (1918–1984), Hauptmann a. D. und später Kaufmann.

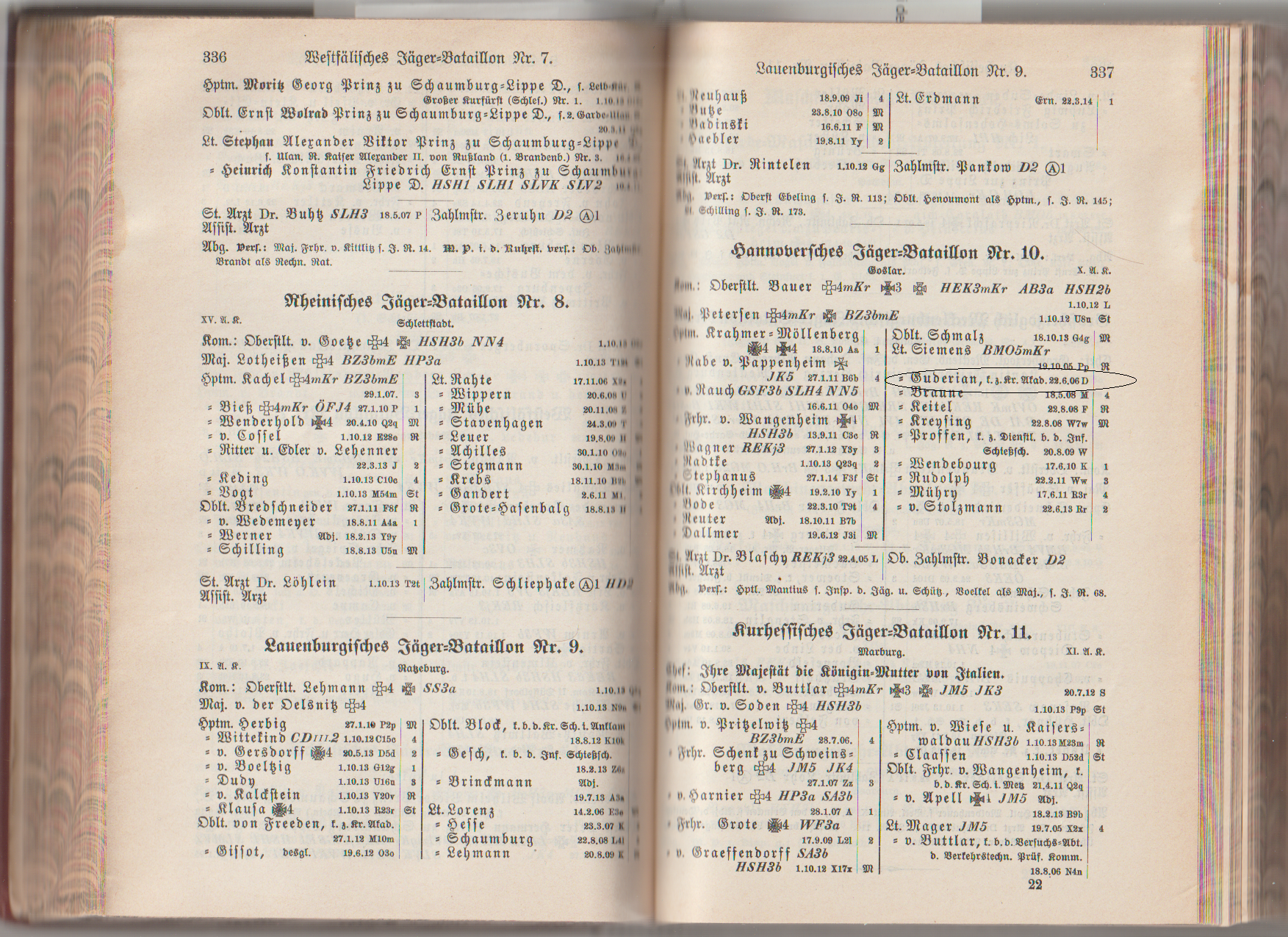
Leutnant Guderian in der Rangliste 1914

Heinz Guderian trat am 1. April 1901 in das Kadettenhaus in Karlsruhe ein und wechselte später zur Hauptkadettenanstalt nach Berlin. Ab Februar 1907 diente er unter seinem Vater als Fähnrich im Hannoverschen Jäger-Bataillon Nr. 10. Nach einem kurzen Besuch der Kriegsschule in Metz wurde er 1908 in Bitsch zum Leutnant befördert. Im Oktober 1909 kehrte er nach Goslar zurück. 1912 trat Guderian in das Telegraphen-Bataillon Nr. 3 in Koblenz ein.

### Erster Weltkrieg
Im Ersten Weltkrieg versah Guderian seinen Dienst bei den Nachrichtentruppen. Er nahm unter anderem an der Schlacht an der Marne und der Schlacht um Verdun teil. 1914 wurde er zum Oberleutnant und bereits 1915 zum Hauptmann befördert. Ein direktes Truppenkommando hatte er nicht. Gegen Ende des Krieges war er im Generalstab des Oberkommandos. Da er längere Zeit unter Herzog Albrecht von Württemberg diente, trug er neben den beiden Klassen des Eisernen Kreuzes auch das Ritterkreuz 2. Klasse mit Schwertern des Württembergischen Friedrichs-Ordens. Ende Oktober 1918 war er mit einem Beglaubigungsschreiben von Generalfeldmarschall Paul von Hindenburg gemeinsam mit Oberst Friedrich Schäffer von Bernstein zu den Waffenstillstandsverhandlungen der Italiener und Österreicher entsandt worden, wurden aber von den Italienern zurückgeschickt.

### Weimarer Republik

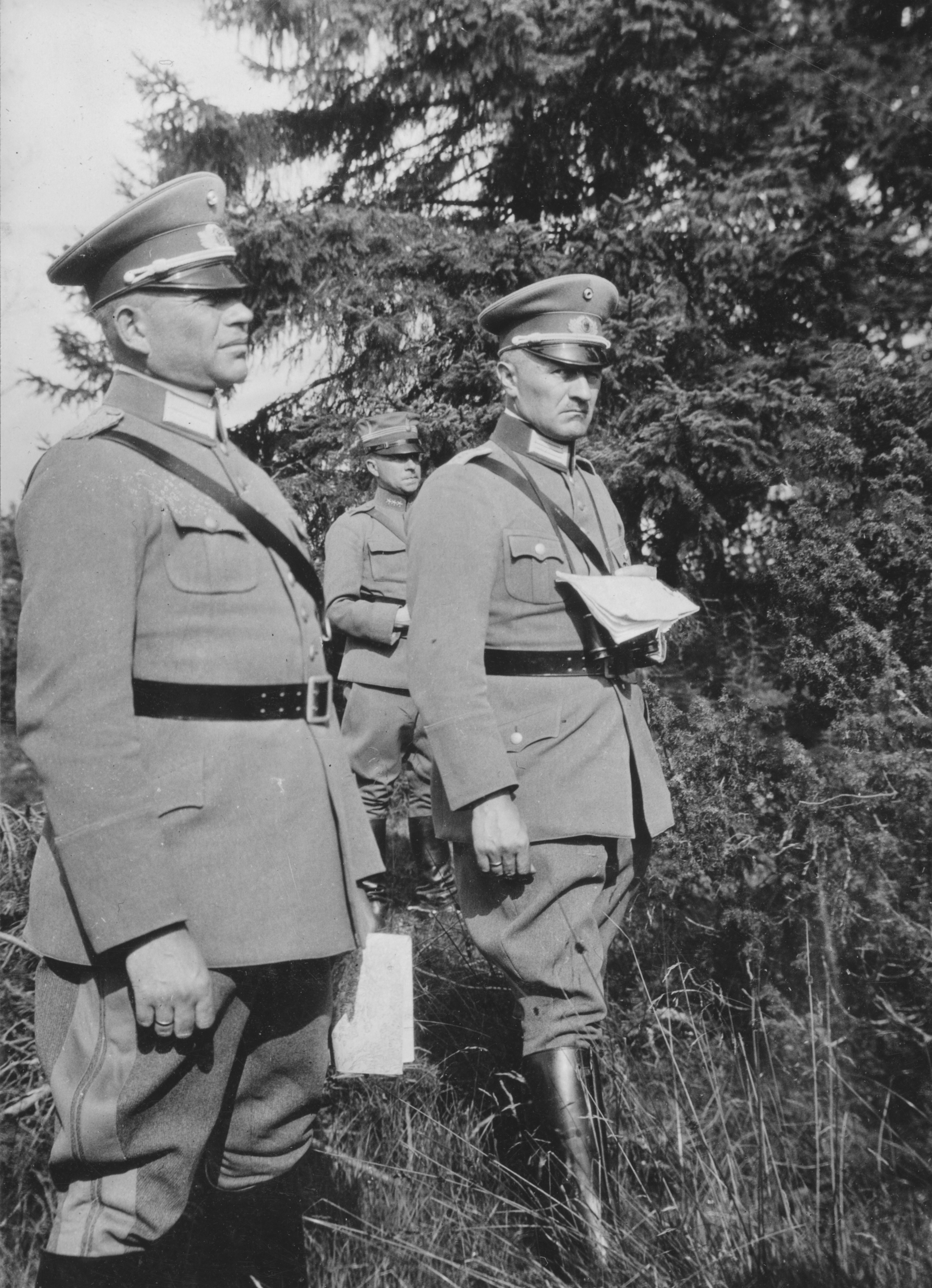
Major Guderian (links) besucht das Panzerkampfwagenbataillon der Göta Leibgarde, Schweden 1929.

Bevor er nach dem Ersten Weltkrieg in die Reichswehr übernommen wurde, gehörte er mehrere Monate als Generalstabsoffizier der sogenannten Eisernen Division an, einem im Baltikum gegen russisch-bolschewistische Truppen kämpfenden Freikorps. In der Reichswehr wurde er zunächst als Kompaniechef im Jäger-Bataillon 10 eingesetzt. Nachdem er zwischenzeitlich drei Jahre als Lehrer für Taktik und Militärgeschichte an der Offiziersschule in Stettin eingesetzt war, wechselte er zu den Verkehrstruppen.
Im Jahr 1927 wurde Guderian zum Major ernannt und als Kommandant des Truppenamtes für Heerestransport und als Ausbilder für Taktik motorisierter Transportverbände in Berlin eingesetzt. In dieser Funktion trug er bereits Material für die Panzertaktik zusammen und besuchte Panzereinheiten anderer Länder. Im Jahr 1929, während eines solchen Besuches, fuhr er in der Nähe von Stockholm zum ersten Mal mit einem Panzer. Das verwendete Fahrzeug war ein Stridsvagn m/21, der im Deutschen Reich entwickelte LK II. Da der Versailler Vertrag der Reichswehr verbot, Panzer zu unterhalten, ließ Guderian vergleichbare Übungen mit Traktoren, Autos und Panzerattrappen abhalten. Ab 1932 löste er seinen Vorgesetzten, den späteren General der Panzertruppen und Inspekteur der Verkehrstruppen Oswald Lutz, als Leiter der geheimen Panzerschule Kama auf dem Territorium der Sowjetunion ab.
1931 erfolgte seine Beförderung zum Oberstleutnant und 1933 zum Oberst.

### Zeit des Nationalsozialismus

#### Vorkriegszeit
Guderian schrieb diverse Abhandlungen über die motorisierte Kriegsführung, unter anderem das 1937 erschienene Buch Achtung – Panzer!, bei dem er sich auf die Schriften verschiedener Militärtheoretiker stützte, etwa des österreichischen Generals Ludwig von Eimannsberger. Im Buch beschreibt er den konzentrierten Einsatz von Panzern mit Infanterie und mit enger Unterstützung von Flugzeugen, später bekannt als Blitzkriegstaktik. Das Buch argumentiert gegen den fortgesetzten Einsatz von Kavallerie angesichts der nachgewiesenen Wirksamkeit des Maschinengewehrs und befürwortet die Ersetzung der Kavallerie durch mechanisierte Infanterie. Dadurch weckte er Adolf Hitlers Interesse an der Panzerwaffe, der ihn am 15. Oktober 1935 beauftragt hatte, im Rahmen der Aufrüstung der Wehrmacht drei Panzer-Divisionen aufzubauen und ihm gleichzeitig das Kommando über die 2. Panzer-Division übertrug. Guderian drängte auf mehr Panzerdivisionen. Als Ludwig Beck zu Guderian äußerte, nun habe er ja seine drei Panzerdivisionen, erwiderte Guderian: „Nicht drei, sondern dreißig müssen wir haben, Herr General!“. Am 1. August 1936 wurde Guderian Generalmajor und am 4. Februar 1938 zum Generalleutnant befördert, mit gleichzeitiger Ernennung zum Kommandierenden General des neugebildeten XVI. Armeekorps, dem die bisherigen drei Panzer-Divisionen nun unterstellt wurden. Mit diesem Verband war er am Einmarsch in Österreich und in das Sudetenland beteiligt.
Am 20. November 1938 wurde Guderian zum General der Panzertruppe befördert und gleichzeitig zum „Chef der Schnellen Truppen“ im Oberkommando des Heeres ernannt. Damit war er zuständig für die Aufstellung, Ausbildung, Technik und Taktik der motorisierten Einheiten sowie der Kavallerie der gesamten Wehrmacht.

#### Zweiter Weltkrieg

##### Überfall auf Polen

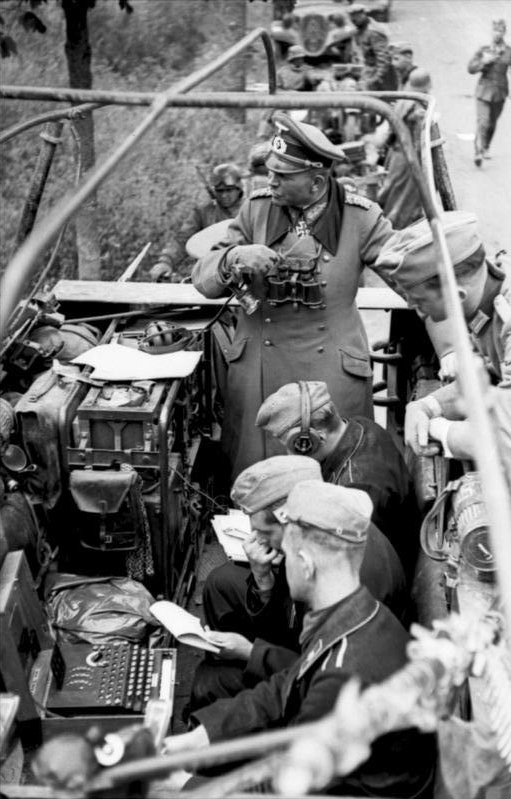
Guderian während des Westfeldzugs (Mai 1940) in seinem Funkpanzerwagen Sd.Kfz. 251/3 mit Verschlüsselungsmaschine Enigma

Während des Überfalls auf Polen kommandierte er das XIX. Armeekorps in der Heeresgruppe Nord. Sein Korps stieß von Pommern aus durch den Polnischen Korridor nach Ostpreußen (siehe auch Schlacht in der Tucheler Heide), später von Ostpreußen aus nach Brest-Litowsk, wo es mit sowjetischen Truppen zusammentraf. Nach der Unterzeichnung des gemeinsamen Militärabkommens zur gegenseitigen Regelung der Besatzerfragen zwischen Deutschland und der Sowjetunion, bezogen auf das von beiden Ländern okkupierte Gebiet Polens nahm er noch im September 1939 die Siegesparade der Roten Armee mit der deutschen Wehrmacht in Brest-Litowsk ab. Gemeinsam mit dem sowjetischen Brigadekommandeur Semjon Kriwoschein besiegelte er, für die Öffentlichkeit durch deutsche und sowjetische Journalisten dokumentiert, die deutsch-sowjetische Waffenbrüderschaft. Für sein militärisches Handeln erhielt er am 27. Oktober 1939 das Ritterkreuz des Eisernen Kreuzes verliehen.

##### Westfeldzug
Während des Westfeldzugs 1940 gehörte sein drei Panzer-Divisionen starkes Korps zur Panzergruppe Kleist. Das Korps stieß durch die Ardennen und bei Sedan über die Maas bis zur Kanalküste vor (siehe auch Sichelschnittplan) und schnitt damit einen Teil der französischen Armee und das Britische Expeditionskorps ab. Weil er entgegen dem Befehl seines Vorgesetzten Ewald von Kleist handelte und seine langen offenen Flanken beim Vormarsch beharrlich ignorierte, wurde er von diesem am 16. Mai seines Kommandos enthoben, jedoch von Kleists Vorgesetztem Gerd von Rundstedt wieder eingesetzt.
Nach der Schlacht von Dünkirchen wurde sein Korps zu einer Panzergruppe erweitert. Mit ihr stieß er während des Falls Rot von Nordfrankreich aus zur Schweizer Grenze, wodurch die französischen Truppen in der Maginot-Linie eingekesselt wurden. Er wurde nach Beendigung des Feldzuges am 19. Juli 1940 zum Generaloberst befördert. Ursprünglich war er dafür vorgesehen, die deutsche Siegesparade in Paris anzuführen, doch Ende Juni 1940 erhielt er ein neues Kommando im Osten. Die „Gruppe Guderian“ wurde in die Heimat verlegt; zunächst unterstand sie der 18. Armee in Polen, danach direkt dem OKH. Guderian befasste sich ab diesem Zeitpunkt mit Operationsplänen gegen die Sowjetunion, die einen Vormarsch bis Kiew und Odessa beinhalteten (siehe dazu Plan Otto).

##### Unternehmen Barbarossa
Beim Angriff auf die Sowjetunion 1941 kommandierte Guderian die Panzergruppe 2 innerhalb der Heeresgruppe Mitte und trug durch seine schnellen und tiefen Panzervorstöße erheblich zu den Siegen in der Kesselschlacht bei Białystok und Minsk und der Kesselschlacht bei Smolensk bei, in deren Verlauf ihm am 17. Juli das Eichenlaub zum Ritterkreuz des Eisernen Kreuzes verliehen wurde. Nach den Auseinandersetzungen zwischen Hitler und den Generälen in der Augustkrise wurde er am 23. August ins OKW-Hauptquartier nach Rastenburg befohlen und erhielt von Hitler den Befehl, seine Panzergruppe aus dem Raum Roslawl nach Süden umzugruppieren, um an der Kesselschlacht von Kiew teilzunehmen. Anfang Oktober 1941 startete seine Panzergruppe aus dem Raum Gluchow den Vorstoß über Brjansk und Orel und wurde nach vergeblichen Angriffen in der Schlacht um Tula von den sowjetischen Truppen gestoppt.

##### Enthebung des Postens durch Hitler und weiterer Kriegsverlauf
Nachdem der Vorstoß der Heeresgruppe Mitte in der Schlacht um Moskau am 5. Dezember 1941 endgültig zum Erliegen gekommen war, begann die Rote Armee unmittelbar einen Gegenangriff, den Heeresleitung, Truppenführung und die Nachrichtendienste völlig unterschätzt hatten. Durch Ausweichbewegungen und Frontbegradigungen wurden die deutschen Verbände in dauernden Abwehrkämpfen um 100 bis 150 km nach Westen getrieben, bis Anfang 1942 eine stabile Abwehrfront errichtet werden konnte. Hitler befahl am 8. Dezember 1941 den Übergang vom Angriff zur Verteidigung und den Bau rückwärtiger Stellungen, der bisher bis auf wenige Ansätze versäumt worden war. Der Oberbefehlshaber der Heeresgruppe Mitte, Generalfeldmarschall Fedor von Bock, wollte sich weder für Rückzug noch für Halten aussprechen, da er die jeweiligen Gefahren als gleichwertig einschätzte, und wurde von Guderian am 8. Dezember mit einer „ernsten Vertrauenskrise“ bei der Truppe und den Kommandeuren konfrontiert. Für Guderian waren, wie er an seine Frau schrieb, OKH, OKW und Heeresgruppenkommando für die „erschreckende Stümperei und Ziellosigkeit“ verantwortlich. Hitler sparte er von seiner Kritik aus. Bei sich sah Guderian keine Ursachen für die Probleme, sondern seine 2. Panzerarmee sei durch die Probleme bei anderen Einheiten zum Rückzug gezwungen. Der Kommandeur der 4. Panzerarmee, Erich Hoepner hingegen kritisierte gegenüber dem Führer der 4. Armee, Günther von Kluge, dass Guderian seine Truppen zu großräumig verteilt habe. Obgleich Guderian selbst einräumte, nicht zu wissen, wie man aus der „sehr schweren Lage“ wieder herauskommen solle, drängten er und weitere hohe Frontkommandeure darauf, sich direkt an Hitler zu wenden, der damals noch hohe Reputation in der Militärelite genoss. Tatsächlich traute Guderian Hitler mehr zu als die anderen Generäle.
Am 16. Dezember übernahm Hitler persönlich den Oberbefehl über das Heer. Der Historiker Johannes Hürter bewertet Hitlers Eingreifen „[a]ngesichts der pessimistischen und entschlusslosen Haltung der militärischen Führer und der Auflösungserscheinungen der deutschen Truppen vor Moskau“ als „nur konsequent“. Viele Truppenführer hätten Hitlers Eingriff als „letzte Rettungsmöglichkeit angesehen“. Guderian etwa hoffte, dass „schnell und energisch“ gehandelt werde und Hitler „mit gewohnter Tatkraft in das verbürokratisierte Räderwerk des Heeres-, Eisenbahn-, und sonstigen Maschinen [!] eingreift“. David Stahel sieht Guderian als Hitler sklavisch ergeben und von einem grundsätzlichen Missverständnis der Lage beeinflusst. Für Guderian konnte allein Hitlers Wille das Unmögliche schaffen, eine Überzeugung, die eigentlich seiner militärischen Generalstabsausbildung zuwiderlief.
Hitler schickte weitere Verbände aus dem Westen und dem Ersatzheer an die Ostfront und kam zu der Überzeugung, dass nur bedingungsloses Halten die Heeresgruppe Mitte bis zum Eintreffen der Reserven retten könnte. Größere Ausweichbewegungen würden nur zum Verlust von schweren Waffen und Gerät führen, ohne die Situation zu verbessern. Johannes Hürter weist darauf hin, dass entgegen der Legendenbildung nach Kriegsende diese Befehle nicht grundsätzlich den Erwartungen der Truppenführung widersprachen und in dem Moment wohl die einzig richtigen gewesen seien, da sie Ordnung in die Verteidigung brachten und den Zusammenbruch der Heeresgruppe verhinderten. Die Bedingungslosigkeit und Fanatismus des „Haltebefehls“ hätten mittelfristig aber auch negative Folgen gehabt, da sie das flexible Reagieren auf örtliche Entwicklungen erschwerten. Guderian nahm Hitlers starren Haltebefehl allerdings nicht bereitwillig hin. Zwar stand er Hitler und der NS-Ideologie näher als etwa der konservative Bock, aber als weit vorne führender Befehlshaber hatte er einen unmittelbaren Zugang zu den Realitäten an der Front. Dass Hitler ihm am 17. Dezember fernmündlich befahl, seinen weit vorgeschobenen Abschnitt „unter allen Umständen zu halten“, obwohl er hinter die Oka ausweichen wollte, vermochte er nur schwer zu ertragen. Schwerer wog noch die Einschränkung seiner Entscheidungsfreiheit durch Bock. Gegenüber dem verschärften Haltebefehl vom 18. Dezember äußerte Guderian gegenüber Hans von Greiffenberg, dem Generalstabschef der Heeresgruppe Mitte: „Ich bin bereit, diese Befehle entgegenzunehmen und zu den Akten zu legen. Weiter gebe ich sie nicht, selbst auf die Gefahr hin, daß ich vor ein Kriegsgericht gestellt werde. Ich will mir in meiner Laufbahn wenigstens noch einen guten Abschluß sichern. Lieber werde ich dann schon fallen.“ Johannes Hürter bezeichnet diese Einstellung als eine „Befehlsverweigerung aus Gewissensgründen“. Endlich habe ein hoher Truppenführer den Mut gefunden, sich eindeutig gegen Befehle der obersten Führung zu wenden, wie man es sich vorher und nicht nur bei rein militärischen Fragen gewünscht hätte.
Guderian hoffte noch, Hitler in einem persönlichen Gespräch überzeugen zu können und flog am 20. Dezember in das Führerhauptquartier. Weder der neue Oberbefehlshaber der Heeresgruppe, Kluge, noch der Generalstabschef des Heeres, Franz Halder, stärkten Guderian den Rücken. Halder wurde nach Rücksprache mit Kluge bei Hitler gegen Guderian vorstellig. Hitler lehnte in der mehrstündigen Unterredung mit Guderian alle von dessen Anträgen schroff ab. Zurück an der Front eskalierte Guderians Konflikt mit Kluge, nachdem er das XXXXVII. Panzerkorps befehlswidrig hinter Čern zurückgenommen hatte. Kluge forderte daraufhin kategorisch die Absetzung Guderians, die Hitler noch in der Nacht zum 26. Dezember verfügte, und die Guderian inzwischen auch selbst beantragt hatte. Den Kommandeuren wurde damit signalisiert, dass sie mit ihrer Absetzung zu rechnen hatten, wenn sie sich nicht bedingungslos Hitlers Haltebefehl sowie dem OKH und dem Heeresgruppenkommando unterordneten. David Stahel sieht Guderians Verhalten als Ausdruck der individualistischen Kultur gerade der Panzertruppe, die sich ausschließlich um sich selbst kümmerte. Das Beharren auf autonomer Befehlsgewalt habe den Panzertruppen bei ihren gewagten Vormärschen genutzt, konnte aber bei einem langwierigen Feldzug zu ernsthaften Problemen führen.
Am 1. März 1943, nach eineinhalb Jahren, holte ihn Hitler wieder in den aktiven Dienst zurück und ernannte ihn zum Generalinspekteur der Panzertruppen. Er war nun für die Modernisierung der motorisierten Truppenteile zuständig und arbeitete eng mit Rüstungsminister Albert Speer zusammen, um die mit dem Adolf-Hitler-Panzerprogramm befohlene Vervierfachung der Panzerfahrzeugproduktion durchzuführen.
Wie andere hohe Generale der Wehrmacht bedachte Hitler Guderian mit einer Dotation. Nach längerem Hin und Her mit den zuständigen Stellen, das ein Sachbearbeiter in der Reichskanzlei als „schlechthin unwürdig“ bezeichnete, übernahm er am 15. Oktober 1943 das 974 Hektar große Gut Deipenhof (poln. Głębokie) im Kreis Hohensalza im Warthegau. Über das Schicksal der polnischen Vorbesitzer ist nichts bekannt. Der geschätzte Ertragswert betrug 1,23 Millionen Reichsmark. Für Um- und Neubauten waren 43.000 Reichsmark vorgesehen.

##### Generalstabschef des Heeres

###### Glaubensbekenntnis zu Hitler
Am 21. Juli 1944, einen Tag nach dem gescheiterten Attentat vom 20. Juli 1944, wurde Guderian neuer Chefs des Generalstabes des Heeres. Die Verschwörer des 20. Julis waren zwar an Guderian herangetreten, aber er hatte sich ferngehalten und verurteilte das Attentat auf Hitler auch noch nach dem Krieg. Joseph Goebbels bescheinigte ihm, an Treue zu Hitler lasse er sich „von niemandem übertreffen“. Guderian wurde auch Mitglied des „Ehrenhofes“, der in den Anschlag verwickelte Offiziere aus dem Heer ausstieß und dem Volksgerichtshof auslieferte. Guderian gab sich alle Mühe, unbedingte Treue zu Hitler im neu besetzten Generalstab durchzusetzen. Für den Generalstab verlangte er nicht nur hohe Qualifikation, sondern auch ideologische Verpflichtung auf nationalsozialistische Ideale. Sowohl Wehrmacht als auch NS-Führung setzten große Hoffnungen auf den, so Hitler, „ersten mobilen und elastischen Generalstabschef“. Goebbels lobte Guderians „sehr starke improvisatorische Begabung“. Guderian versprach Hitler seinerseits, die Rote Armee zu stoppen und stellte sich in einem Aufruf an das Heer rückhaltlos hinter Hitler. Allen Generalstabsoffizieren des Heeres gab er in einem Befehl auf:

„Laß Dich von niemandem übertreffen in Deiner Treue zum Führer. Niemand darf fanatischer an den Sieg glauben und mehr Glauben ausstrahlen als Du. Niemand darf in der Pflichterfüllung bis zum letzten höher stehen als Du. … Sei im bedingungslosem Gehorsam allen ein Vorbild. Es gibt keine Zukunft des Reiches ohne den Nationalsozialismus. Deshalb stelle dich bedingungslos vor das nationalsozialistische Reich. … Der Führer vertraut uns. Danken wir ihm das erneut in uns gesetzte Vertrauen durch unwandelbare Treue, durch restlose Hingabe und nimmermüden Einsatz, wo es auch sei.“

Der Historiker Heinrich Schwendemann weist darauf hin, dass Guderian sein Glaubensbekenntnis zu Hitler zu einem Zeitpunkt ablegte, als die militärische Lages des Reiches bereits aussichtslos war. Den „unerschütterlichen Glauben an den Führer“ beschwor Guderian auch in seinem Neujahrsaufruf an das deutsche Heer, und er tat alles, um die Fortführung der Kämpfe auf dem Reichsgebiet zu ermöglichen, auch wenn er Hitler ab und an widersprach.

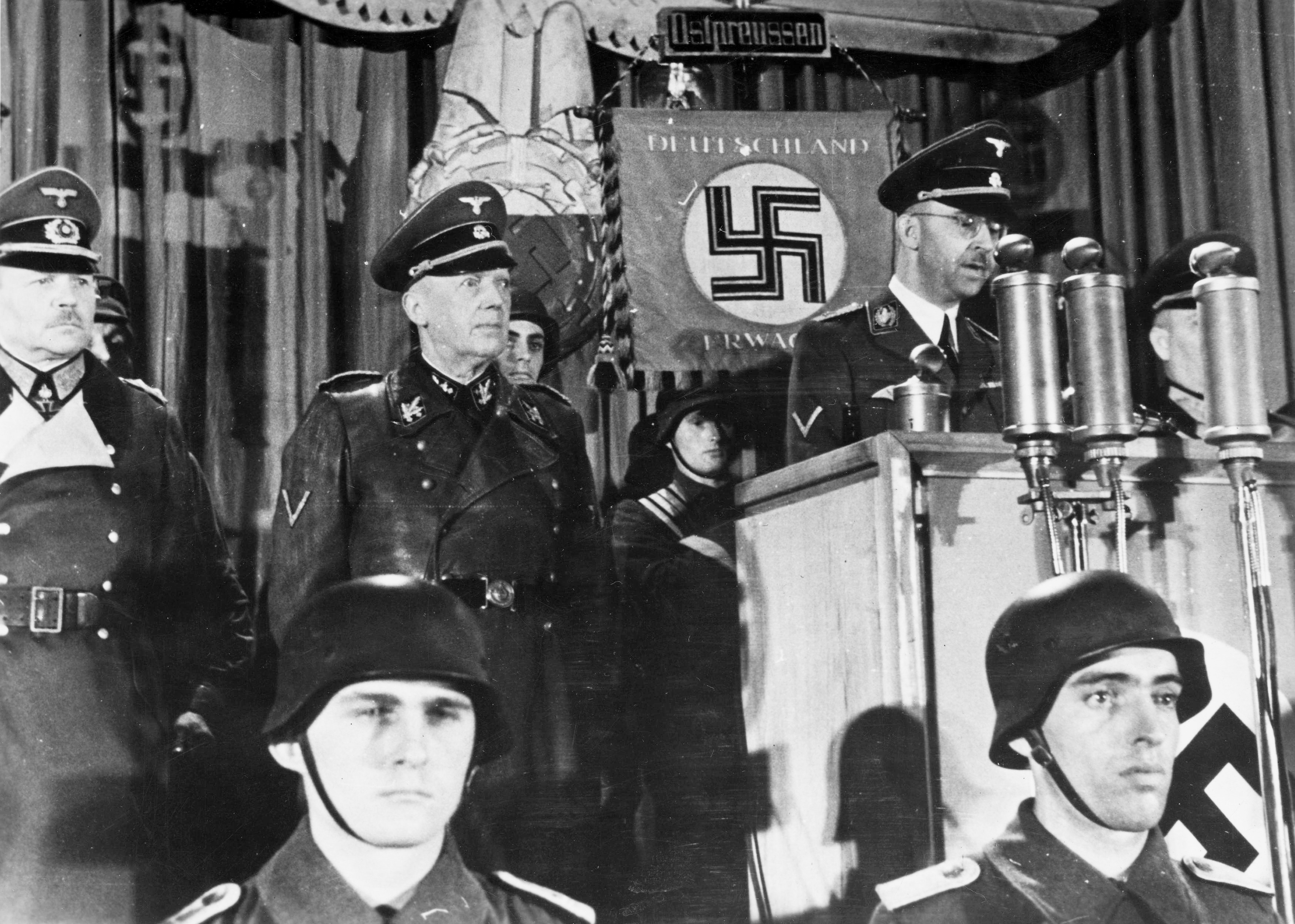
Rede Heinrich Himmlers vor dem Volkssturm im Oktober 1944. (Guderian links im Bild)

Im August 1944 schlug Guderian die Aufstellung eines „Landsturms“ zum Schutz der Ostgrenzen vor. Darin sollten bisher nicht eingezogene Männer vor Ort eine Art Guerillakrieg führen. Dazu empfahl er die Geschichten Karl Mays als Ausbildungshandbücher, da Aktionen in Indianermanier im Kampf um Häuser, Gärten und Straßen erfolgreich sein könnten. Seine Pläne wurden durch Pläne zur Schaffung einer landesweiten Organisation überholt, dem späteren Volkssturm, bei dessen Start mit einer Rede Heinrich Himmlers in Bartenstein am 18. Oktober Guderian anwesend war. Am 6. November 1944 erklärte er in einer öffentlichen Ansprache zur Vereidigung des wartheländischen Volkssturms in Posen, man werde dem „Feind […] beweisen, daß es um 85 Millionen Nationalsozialisten gehe, die hinter Adolf Hitler stehen. Wir haben unseren Fahneneid freiwillig geleistet und nach Jahrhunderten wird man von der Unüberwindlichkeit unserer Generation sprechen, die gegen alle Feinde das Recht gewahrt hat.“ Gegenüber schanzenden Hitlerjungen in Ostpreußen erinnerte Guderian im September 1944 an das Vorbild kriegsfreiwilliger Hitlerjungen, die bis zum letzten für Hitler gekämpft hätten.

###### Die deutsche Verteidigung im Osten

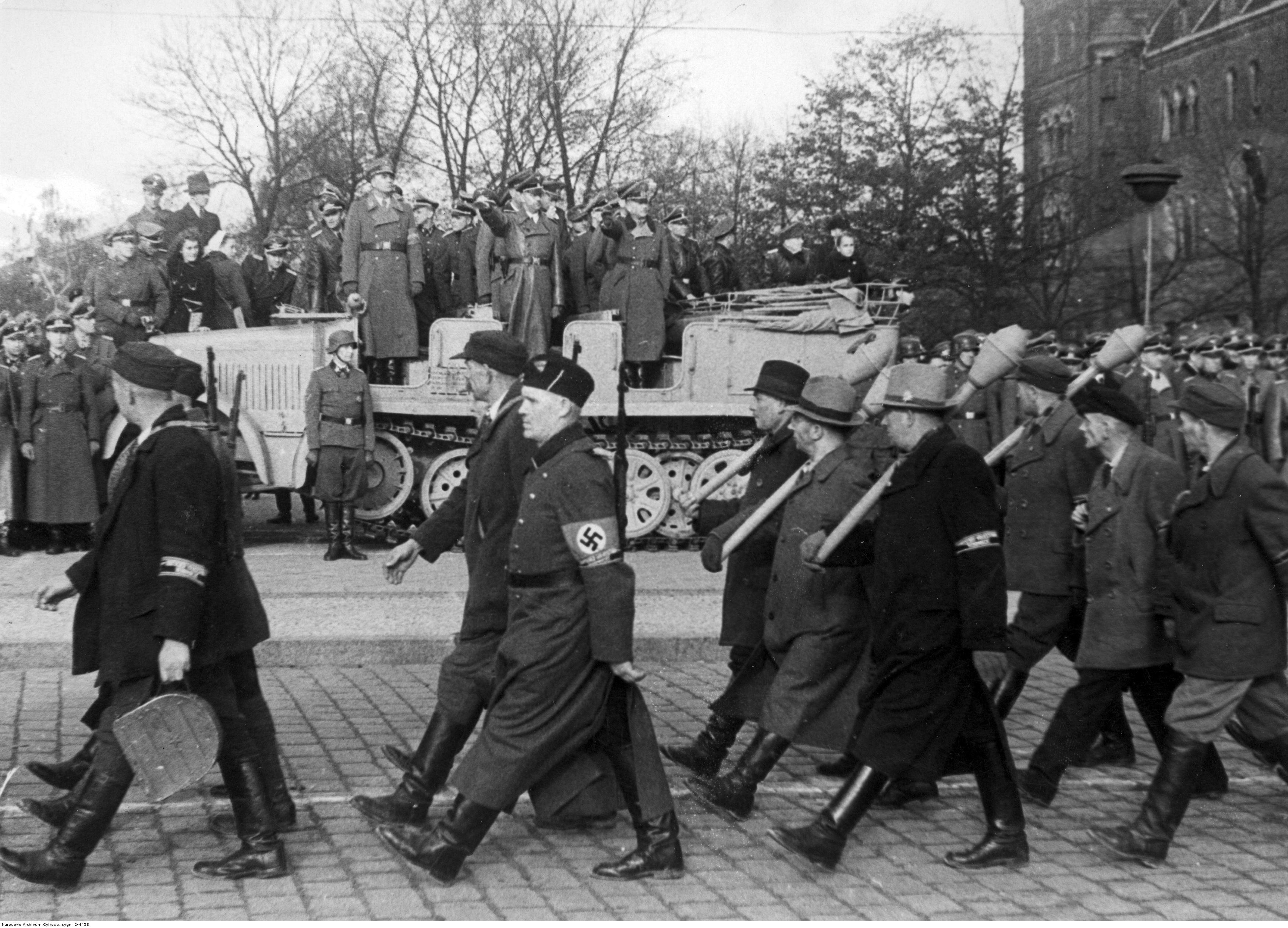
Parade des Posener Volkssturms im November 1944. Auf dem Wagen Gauleiter Arthur Greiser und Guderian (rechts)

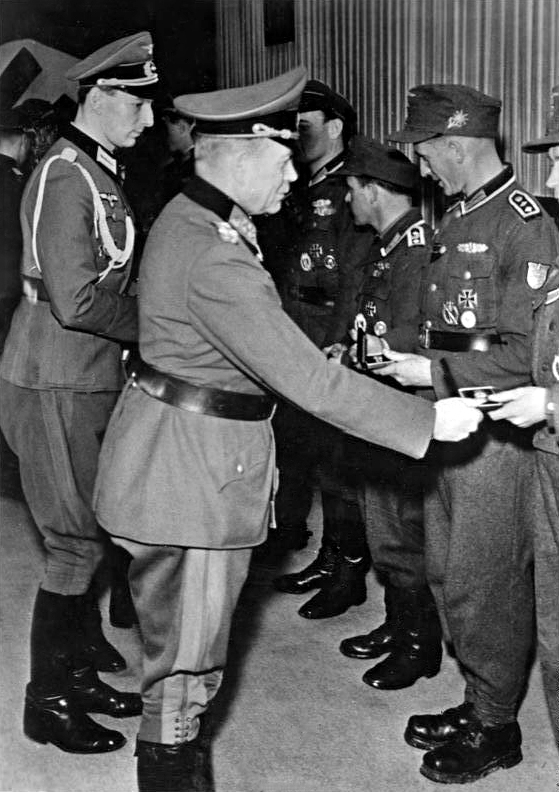
Heinz Guderian überreicht Auszeichnungen, März 1945

Während Hitler und das OKW die Weichen für eine Großoffensive im Westen stellten und dafür die letzten Reserven heranzogen, plädierte Guderian zusammen mit der Abteilung Fremde Heere Ost dafür, den Schwerpunkt auf den Osten zu setzen. Dazu sollten Truppen aus den Frontabschnitten im Westen, Süden und Norden herangezogen werden, die Heeresgruppe Nord aus Kurland abgezogen und an der Ostfront der Schwerpunkt von Ungarn zur Reichsgrenze verlagert werden. Dagegen versprach der Oberbefehlshaber der Marine, Karl Dönitz, er werde die abgeschnittenen Armeen über die Ostsee versorgen lassen. Rüstungsminister Albert Speer beharrte auf dem Schutz des Ölfördergebietes in Ungarn. Die Ostfront wurde im Herbst 1944 daraufhin nicht verstärkt, sondern vielmehr durch Truppenabzug und verlustreiche Kämpfe geschwächt. Guderian setzte sich deshalb für den Ausbau eines defensiven Stellungssystems ein. Durch die personelle und materielle Situation hatte der Generalstab des Heeres unter Guderian auch wenig Spielraum für die Vorbereitung großangelegter, beweglich geführter Verteidigungsoperationen. Guderian versuchte deshalb, die relative Ruhe an der Front zwischen Ostsee und Karpaten im September 1944 zu nutzen, um eine starke Stellungsverteidigung zwischen der Linie Weichsel-Narew-Memel im Osten und der Oder im Westen zu schaffen. Dieses Abwehrkonzept stützte sich auf die Erfahrungen an der Westfront während der zweiten Hälfte des Ersten Weltkrieges. Mit dem von Guderian veranlassten „Führerbefehl“ vom 27. Juli 1944 über die Reaktivierung und den Ausbau der Verteidigungsanlagen im Osten wurde die aufgelöste Festungsabteilung im Generalstab wieder eingerichtet und der Führung von Karl-Wilhelm Thilo unterstellt. Damit hätten Guderian und der Generalstab des Heeres im Urteil des Historikers Richard Lakowski die eigenen Erfahrungen aus den Jahren bis 1943 negiert und sich nicht die Frage gestellt, wie man bei einer schlechteren Ausgangslage modernen Angriffsverfahren standhalten solle, wenn das den damaligen Verteidigern schon nicht gelungen sei.
Zu Hitlers Erlass zum Festungsbau erklärte Guderian: „Ganz Deutschland muss unverzüglich zu einer einzigen tiefgestaffelten Festung werden,“ um die Rote Armee aufzufangen. Detaillierte Anweisungen erteilte der Staatssekretär im Reichsinnenministerium, Wilhelm Stuckart. Das stärkte die Rolle der Instanzen der NSDAP, die immer mehr in den Vordergrund trat. Gleichzeitig weigerte Hitler sich, einen Oberbefehlshaber für den Osten zu ernennen, sodass Guderian sich mit Hitlers Einwänden beim Kommando des Heeres selbst auseinandersetzen musste. Erst als die sowjetische Offensive bereits im Gange und die Ardennenoffensive gescheitert war, genehmigte Hitler die Verlegung von Truppen in den Osten, aber verlegte etwa die 6. SS-Panzerarmee dann nach Ungarn zum Schutz der ungarischen Ölquellen. Guderians Hoffnung lag hingegen darauf, lange genug zu kämpfen, bis vielleicht die alliierte Koalition zerbrechen und man auf dem Verhandlungswege etwas erreichen könnte. Ob ein anderes Vorgehen zu mehr als einer Verlängerung des Krieges über den Mai 1945 hinaus geführt hätte, ist für Richard Lakowski hypothetischer Natur. Die Niederlage des Reiches sei sicherlich nicht mehr abzuwenden gewesen. Die Operationen und geplanten Varianten verfolgten undurchführbare politischen Ziele und gründeten nicht mehr auf militärischen Faktoren.

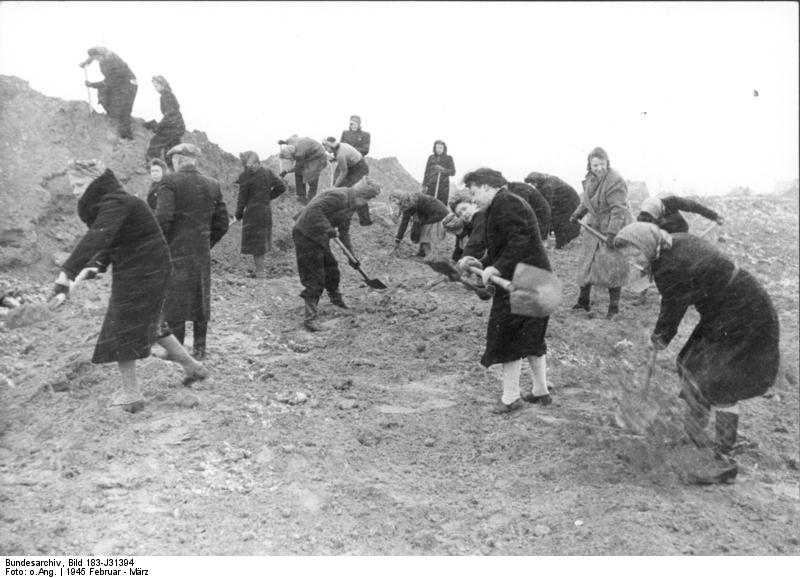
Bau von Panzergräben am Stadtrand von Berlin (Februar 1945)

Unter Aufsicht der NSDAP-Organisationen vor Ort hoben etwa 700.000 Zivilisten in der zweiten Hälfte des Jahres 1944 Panzergräben aus und bauten Städte zu „Festungen“ aus. Richard Lakowski schätzt die Zahl der im gesamten Reichsgebiet beim Bau des Stellungssystems eingesetzten Arbeitskräfte auf 1.500.000, davon seien 574.000 Personen zwischen Weichsel und Oder eingesetzt gewesen. Städte und Orte wurden zu „Festungen“ und Ortsstützpunkten erklärt. Südlich von Warschau entstand von Herbst 1944 an eine Großkampf-Hauptlinie und dahinter Stellungen in einer Tiefe zwischen 200 und 300 km. Dazwischen waren nach Gelände und Möglichkeit Zwischen- und Riegelstellungen errichtet. In Ostpreußen wurden vor und nach dem Ersten Weltkrieg errichtete Anlagen verwendet. Konflikte zwischen Parteiinstanzen und Wehrmacht wie zwischen Gauleiter Erich Koch in Ostpreußen und dem Generalstab verzögerten dabei den Stellungsausbau. Das Beispiel der Auseinandersetzungen um den Stellungsverlauf der „Festung“ Königsberg zeigt für Lakowski, dass das Ziel der Operationen nicht im Schutz „großer flüchtender Menschenmassen“ bestand, sondern dass rein operative Gesichtspunkte im Vordergrund standen. Das verdrängte Kardinalproblem sieht Lakowski dabei in der Diskrepanz zwischen der Zahl der vorhandenen Verbände, deren Ausstattung und Ausbildungsgrad einerseits und den Ausmaßen der zu verteidigenden Frontanschnitte und der Anzahl der dafür vorgesehenen Stellungen andererseits. Die Skepsis bei Soldaten und Bevölkerung, aber auch militärfachliche Untersuchungen über den Zustand dieser Anlagen legen für Heinrich Schwendemann die Schlussfolgerung nahe, „daß es sich auch hier um einen gigantischen Selbstbetrug handelte, der unter Vorspiegelung trügerischer Sicherheit der Beruhigung von Soldaten und Bevölkerung dienen sollte.“ Der selbst zweifelnde Guderian befahl etwa im November 1944 die Erkundung zum Ausbau einer Befestigungslinie von Preßburg über Brünn entlang der Oder nach Stettin. An dieser „Nibelungenstellung“ genannten letzten Auffangstellung sollte die Wehrmacht die letzte Schlacht gegen die Rote Armee schlagen. Speer wandte dagegen ein, dass ein Rückzug auf diese Stellung die Truppen binnen weniger Wochen kampfunfähig machen würde. Tatsächlich erwies sich das Konzept der Stellungsanlagen als untauglich, da diese in kürzester Zeit überrollt wurden.
Gleichzeitig können die operativen Planungen nicht von der NS-Ideologie getrennt werden. Hitler beschränkte sich bei seinen operativen Vorgaben auf das Halten der Großkampflinie, der Kessel, Städte und „Festungen“ um jeden Preis. Frontrücknahmen waren verboten. Als die Heeresgruppe A Ende 1944 an der Weichsel stand, wussten Guderian und alle Oberbefehlshaber der Heeresgruppe, dass der erwartete sowjetische Großangriff die Heeresgruppe zerschlagen würde. Der Generalstab der Heeresgruppe hatte deshalb einen taktischen Rückzugsplan mit nachfolgenden Panzerangriffen erarbeitet, um die Rote Armee eher aufhalten zu können. Unabhängig davon, ob dies den Vormarsch der Sowjets hätte aufhalten können, erklärte Guderian, einen solchen taktischen Rückzug werde er Hitler nicht vorschlagen. In der Folge hielt man an der Haltestrategie fest, sodass die Heeresgruppe A zusammenbrach.
Nachdem vom 12. Januar 1945 an die Rote Armee gestaffelt ihren Großangriff im Osten begonnen hatte (Weichsel-Oder-Operation, Ostpreußische Operation, Westkarpatische Operation), unterbrachen die angreifenden Truppen am 15. Januar die Straßen- und Eisenbahnverbindungen zwischen Warschau und Krakau, schlossen die deutschen Gegenschlagskräfte ein oder zerschlugen sie. Guderian erkannte zwar den Ernst der Lage und beantragte die „sofortige Verlegung von mehreren [Panzer]- und weiteren [Infanterie]-Verbänden“ aus dem Westen an die Ostfront. Aber auch wenn Hitler die Anträge Guderians ablehnte und nur dessen Vorschlag zustimmte, das Panzerkorps „Großdeutschland“ aus Ostpreußen abzuziehen, um es am Nordufer der Pilica angreifen zu lassen, kann Richard Lakowski in Guderians Schreiben keine rationellen Gründe mehr erkennen. Deutlich werde, dass Guderian selbst die Durchführbarkeit anzweifelte. Vermuten lasse sich „ein Konglomerat aus schlichten Aktionismus, Selbsttäuschung und Taktik gegenüber Hitler, der Verstärkungen an die Ostfront befehlen sollte, womit sich der Kreis zum Selbstbetrug schließt“. Selbst wenn diese Verbände verfügbar gewesen wären, müsse man fragen, wie sie noch rechtzeitig zur Abwehr der Offensive aus dem Weichselbogen hätten versammelt werden können.
Am 15. Januar 1945 verweigerte Guderian dem Oberbefehlshaber der in Ostpreußen stehenden Heeresgruppe Mitte, Generaloberst Georg-Hans Reinhardt, zunächst die Verkürzung der Front im Nordosten. Erst nach Reinhardts Intervention bei Hitler steckte Guderian zurück. Am 17. Januar unterstützte Guderian Hitlers Ablehnung der Bitte Reinhardts, die 4. Armee zurückzuverlegen, um Reserven zu sparen und die 2. Armee zu unterstützen. Reinhardt durfte lediglich zwei Divisionen behalten, die Guderian zum OKH hatte zurückverlegen wollen. Als Hitler am 20. Januar erneut eine Bitte Reinhardts zur Zurückverlegung der 4. Armee in der Masurischen Seenplatte ablehnte, versprach Guderian zwar seine Unterstützung, erreichte aber nichts. Auch gegenüber weiterer Bitten Reinhardts um die Erlaubnis zum Rückzug stützte Guderian die Position Hitlers. Reinhardt und die Führung der Heeresgruppe Mitte gewannen den Eindruck, dass sie beim OKH keine Unterstützung finden und Guderian als Generalstabschef Partei für Hitler ergreifen würde. Die Prioritäten der Wehrmacht lagen dabei auf der Rettung der Truppen, um weiter kämpfen zu können, nicht dem Schutz der Zivilbevölkerung. Zwar war Guderian zunehmend frustriert und Hitler entfremdet. Trotzdem akzeptierte er dessen Entscheidungen und bemühte sich um deren Umsetzung. Er war desillusioniert, aber loyal.
Ende Januar 1945 befahl Guderian die Errichtung von Sperren zwischen der Oder und Berlin. Mitte Februar verfügte er die Rundumverteidigung von Dresden und Magdeburg, die Errichtung von Brückenköpfen an der Elbe sowie die Vorbereitung der Sprengung der Elbbrücken. Noch Anfang Februar 1945 befahl das OKH der gerade neu aufgestellten Heeresgruppe Weichsel offensives Vorgehen. Sie sollte die Front des sowjetischen Marschalls Georgi Schukow stoppen und zurückwerfen. Auch erwog Guderian sowohl einen Angriff, um eine feste Verbindung zur Heeresgruppe Nord zu gewinnen, als auch eine Offensive von Süden nach Norden. Die Frage nach der Ernsthaftigkeit dieser Planungen stellt sich nach Richard Lakowski unausweichlich. Die dafür notwendigen Truppen heranziehen zu können, müsse auch für Guderian außerhalb realistischer Berechnungen gelegen haben. „Die Ursachenforschung solcher sich selbst genügender militärischer Geschäftigkeit ist ein besonderes Problem,“ so Lakowski, „ihr Vorhandensein jedoch kennzeichnend für das Jahr 1945.“
Am 28. März 1945 beurlaubte ihn Hitler nach einem Streit über Hitlers Forderung nach der Rückeroberung Küstrins. Guderian geriet am 10. Mai 1945 in amerikanische Kriegsgefangenschaft.

###### Historische Einschätzung
Nach dem Krieg bemühte sich Guderian, vor allem Hitler die Schuld an der militärischen Katastrophe zuzuschieben. Das deutsche Militär habe hingegen trotz Hitler und trotz geringer werdender Ressourcen einer übermächtigen Koalition standgehalten. Damit habe man die Bolschewisierung verhindern und die deutsche Zivilbevölkerung vor der Rache der Roten Armee schützen wollen. Der Historiker Ian Kershaw weist darauf hin, dass derartige personalisierte Schuldzuweisungen die Unterstützung außer Acht ließen, welche die Generäle Hitlers uneingeschränktem Kommando und den Strukturen zukommen ließen, und dass diese Unterstützung es gewesen sei, die Hitler im militärischen Bereich eine derart totale Dominanz verschaffte. Auch nach 1942 unternahmen die Generäle keinen abgestimmten Versuch, die Kommandostrukturen zu verändern. Ebenso fehlte es Hitler unter den Generälen nicht an Unterstützung für seine Entscheidungen. Dass Hitler Guderians Bitten um Verstärkungen für den Osten ablehnte, spiegelte die Tatsachen wider, dass jede Truppenverlegung aus dem Westen nur diese Front entblößt und den Durchbruch der Roten Armee bestenfalls verzögert hätte. Die meisten Generäle waren vor allem darum bemüht, das an Mannschaften und Ressourcen zu behalten, was sie konnten. Unterstützung fand Guderian deshalb vor allem von den Befehlshabern der Heeresgruppen im Osten. Aber Guderians nur mit wenigen Ausnahmen an den Tag gelegtes Zögern, einen Rückzug auf leichter zu verteidigende Linien zu empfehlen, bedeutete auch eine Bereitschaft, Befehle mit katastrophalen Folgen zu akzeptieren. Zwar hätte nur eine sofortige Kapitulation die Katastrophe verhindert, aber eine rationalere Verteidigungsstrategie in Verbindung mit einer organisierten Evakuierung der Zivilbevölkerung, hätte nach Kershaws Auffassung die Rote Armee längere Zeit aufhalten und womöglich unzählige Menschenleben retten können.
John Zimmermann verweist darauf, dass die Generale alle greifbaren Hebel in Bewegung setzten, um den Krieg fortzusetzen, während spätestens das Scheitern der Ardennenoffensive die Einsicht hätte zeitigen müssen, dass man dem alliierten Gegner kein Paroli würde bieten können und die Heimat unweigerlich zerstört werden würde. Dass sich Hitler am 19. Januar 1945 in einem Führerbefehl persönliche Führung bis hinunter auf Divisionsebene vorbehielt, bedeutete laut Zimmermann nicht, dass Hitler seinen Generalen in den Arm gefallen sei, wie in der Memoirenliteratur gern vorgetragen werde, sondern erweiterte vielmehr den Ermessensspielraum der Befehlshaber an der Front. So hatte Guderian am 14. März 1945 noch mal daran erinnert, dass Befehle des OKH grundsätzlich im Auftrag Hitlers erfolgten und daher unverzüglich auszuführen seien. Hitlers Name wurde gebraucht, um Befehle in seinem Namen zu deklarieren.
Heinrich Schwendemann erinnert daran, dass Guderian in seinen Memoiren selbst dafür gesorgt habe, als Inbegriff militärischer Professionalität wahrgenommen zu werden, als einer jener genialen Wehrmachtstrategen, die Hitler bei dessen Fehlentscheidungen, wenngleich vergeblich, Paroli geboten hätten. Tatsächlich sei Guderians Verhalten beispielhaft für das Verhalten seiner Kameraden innerhalb der Wehrmachtsführung gewesen, für die in gleicher Weise die Treue zum „Führer“ erste Handlungsmaxime blieb, auch als die Fronten längst schon auf dem Reichsgebiet verliefen und jeder weitere Tag den sinnlosen Tod von Tausenden Soldaten und Zivilisten sowie die Zerstörung ganzer Städte und Landstriche zur Folge hatte. Die Frage bleibe offen, „warum die deutsche Militärführung bewußt den Weg in die Katastrophe wählte und unter Aufgabe jeglicher Verantwortung einen aussichtslosen Kampf ohne Rücksicht auf Soldaten und Zivilbevölkerung weiterführen ließ“.

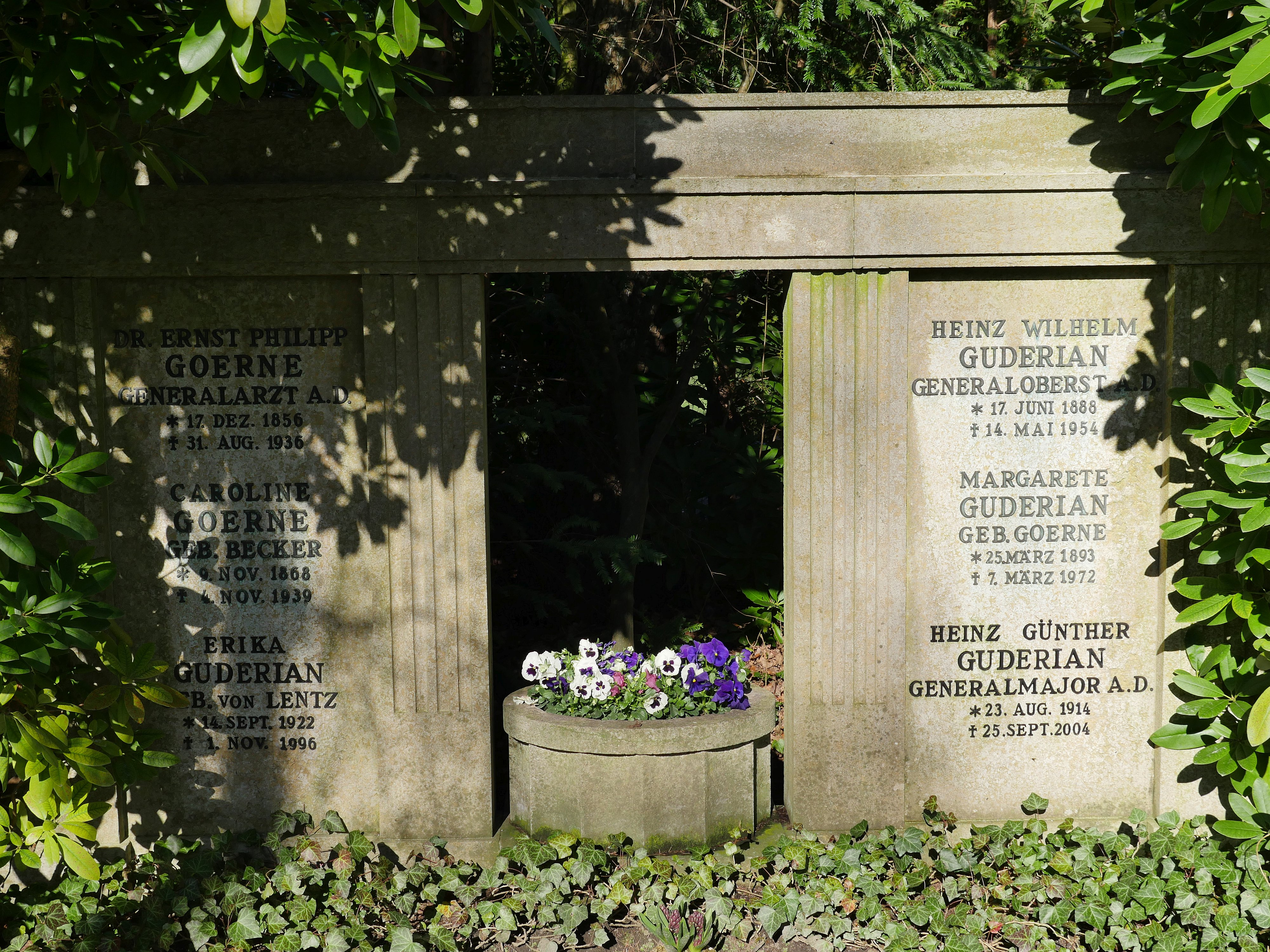
Grabstelle in Goslar

### Nachkriegszeit und Bundesrepublik Deutschland
Am 17. Juni 1948 wurde er aus der Kriegsgefangenschaft entlassen. Nach Angaben des britischen Geheimdienstes gehörte er 1950 zur „Bruderschaft“, einer Vereinigung von Altnazis um den ehemaligen Hamburger Gauleiter Karl Kaufmann, die die Bundesrepublik Deutschland unterwandern wollten.
Bis zu seinem Tod arbeitete er als Schriftsteller und Berater für das Amt Blank. In dieser Zeit schrieb er das Buch Erinnerungen eines Soldaten, in dem er das Bild der „sauberen Wehrmacht“ kolportierte, die stets anständig geblieben sei und ehrenhaft gekämpft habe.
Die Organisation Gehlen führte Guderian als „Sonderverbindung ehrenhalber“.
Die Grabstätte der Familie Guderian befindet sich auf dem Friedhof Hildesheimer Straße in Goslar.

## Schriften
- Panzerkampftruppen, in: Militärwissenschaftliche Rundschau, Jahrgang 1936, S. 52–77.
- Achtung – Panzer! Die Entwicklung der Panzerwaffe, ihre Kampftaktik und ihre operativen Möglichkeiten. Union Deutsche Verlagsgesellschaft, Stuttgart 1937.
- Achtung – Panzer! Original 1937. Cassell PLC, England, ISBN 0-304-35285-3 (englisch).
- Die Panzertruppen und ihr Zusammenwirken mit den anderen Waffen. Mittler & Sohn, Berlin 1937 (Naval and Military Press, 2009, ISBN 978-1-84342-509-0).
- (Hrsg.): Mit den Panzern in Ost und West. Volk und Reich, Berlin 1942.
- Die Panzerwaffe. Ihre Entwicklung, ihre Kampftaktik und ihre operativen Möglichkeiten bis zum Beginn des großdeutschen Freiheitskampfes. 2. Auflage. Union deutsche Verlagsgesellschaft, Stuttgart 1943.
- Kann Westeuropa verteidigt werden? Plesse, Göttingen 1950.
- So geht es nicht! Ein Beitrag zur Frage der Haltung Westdeutschlands. Vowinckel, Heidelberg 1951.
- Erinnerungen eines Soldaten. Autobiografie. Original 1951 im K. Vowinckel Verlag, Nachdruck 18. Auflage, Motorbuch, Stuttgart 2003, ISBN 3-87943-693-2.
- Panzer – Marsch! Schild, München 1956 (aus dem Nachlass bearbeitet von Oskar Munzel).
- Merkblatt 47a/27 Schießanleitung und Schulschießübungen für den Panzerkampfwagen Tiger, 1944, ISBN 978-3-7534-8196-8.